# Phyxioschema suthepium
Phyxioschema suthepium is een spinnensoort in de taxonomische indeling van de Dipluridae.
Het dier behoort tot het geslacht Phyxioschema. De wetenschappelijke naam van de soort werd voor het eerst geldig gepubliceerd in 1989 door Robert Raven & Schwendinger.